# Normandykes
Normandykes era un grande accampamento romano nel settentrione della Caledonia, creato da Settimio Severo nel nord della Caledonia (attuale Scozia) o forse fin dai tempi dell'imperatore Antonino Pio (150 circa).

## Storia
I Romani tentarono di conquistare tutta la Caledonia (nome romano della Scozia) nei primi secoli del loro impero. Il primo di loro fu Giulio Agricola nell'83, che fece una serie di fortificazioni dalla Britannia romana (l'attuale Inghilterra) fino al Moray Firth. Successivamente, il secondo fu Antonino Pio che però arrivò solo fino all'area vicino ad Aberdeen. Secondo gli studiosi Richmond e MacIntyre che lo scoprirono e scavarono, fu proprio Antonino Pio a creare l'accampamento di Normandykes intorno al 150.  L'accampamento fu abbandonato subito, ma poi nel 208 venne rioccupato ed ingrandito dall'imperatore Settimio Severo. Infatti l'accampamento di Normandykes fu uno dei maggiori nella Caledonia settentrionale ad essere usato dai 10.000 legionari di Settimio Severo e suo figlio Caracalla, nell'ultimo tentativo romano di assoggettare tutta la Scozia. Normandykes fu abbandonato intorno al 212 e fu riscoperto solo nel 1935.

## Caratteristiche

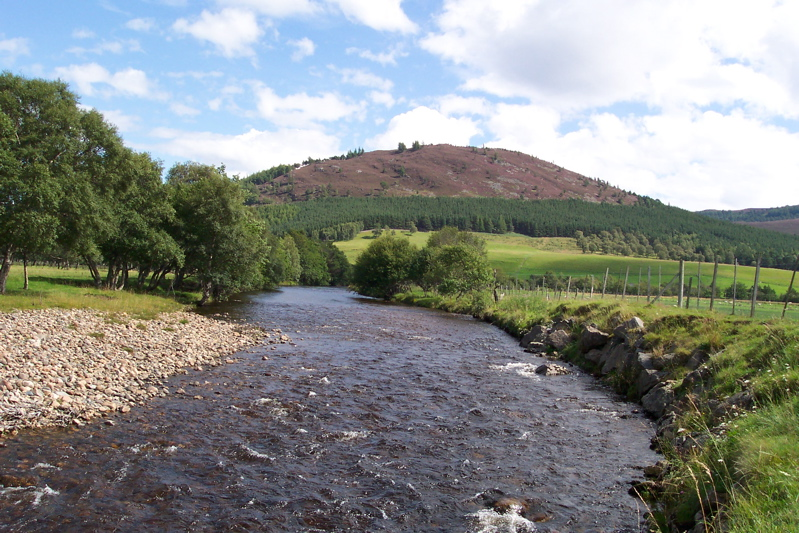
L'accampamento Normandykes si trovava vicino al fiume Dee, nella Scozia settentrionale

L'accampamento era di 44 ettari ai tempi di Settimio Severo, mentre quello di Antonino Pio - di cui vi sono poche tracce -  era molto più piccolo (forse meno della metà). Era circondato da un fossato difensivo e costeggiava parzialmente il fiume Dee. Il fossato aveva 4 piedi di profondità e circa 12 di ampiezza. Altri accampamenti simili (di tipo severiano) sono quelli di Raedykes a sud, e Kintore, Ythan Wells e Muiryfold a nord-ovest. Tutti questi cinque accampamenti si trovavano distanziati ad una giornata di marcia dei legionari, lungo quella che viene ancora chiamata Roman road (strada romana).